# Gottfried von Lüdinghausen
Gottfried von Lüdinghausen (* 14. Jahrhundert; † 30. Juli 1379) war Domherr in Münster und Propst am Alten Dom in Münster.

## Leben
Gottfried von Lüdinghausen war der Sohn des Ritters Hermann von Lüdinghausen und entstammte dem westfälischen Uradelsgeschlecht von Lüdinghausen.
Er besiegelte das Kapitelstatut vom 21. September 1313. Sein Vater Hermann schloss zusammen mit seinem gleichnamigen Sohn Hermann ein Bündnis mit Bischof Ludwig, welches Gottfried als Domherr am 30. März 1314 besiegelte. Am 1. August 1318 zählt er zu den Bürgen des Bischofs Ludwig gegenüber dem Grafen von der Mark. 1353 bürgte er für Ludolf von Steinfurt gegenüber dem Grafen. Gottfried, der auch Pfarrer in Lüdinghausen war, wurde am 17. April 1336 vom Bischof in den Rat zur Regierung des Stifts berufen.
In den Jahren 1364 bis 1376 war er Propst am Alten Dom in Münster.